# Martelaren van Gorcumkerk (Varsselder)
De Martelaren van Gorcumkerk is een rooms-katholieke kerk in de Nederlandse plaats Varsselder en is vernoemd naar de Martelaren van Gorcum. De kerk is gebouwd in de jaren 1926 en 1927 naar ontwerp van Wolter te Riele. In het ontwerp zitten diverse overeenkomsten met de Sint-Wirokerk in Oosterwierum, die Te Riele enkele jaren ervoor had ontworpen. De kerk is opgezet als eenbeukige kerk. Aan de zuidzijde bevindt zich een ingebouwde toren, bestaande uit twee geledingen en bekroond met een achtkantige torenspits. In de toren is de entree ingebouwd met erboven een groot spitsboogvenster. Aan de zuidzijde van de toren is een traptoren aangebracht. Aan de andere zijde van de kerk is een kleine toren aanbracht. De achter- en zijgevels zijn voorzien van spitsboogvensters.
De kerk is aangewezen als gemeentelijk monument.